# Chindwin
Chindwin är en flod i norra Myanmar med en längd på 840 km. Chindwin är den största bifloden till Irrawaddy. Chindwins källa ligger i Pātkai- och Kumonbergen nära Burmas gräns till Indien. Floden är farbar 640 km uppströms Singkaling Hkamti under regnperioden. Chindwin rinner ut i Irrawaddy nära Myingyan.